# Lepelmot
De lepelmot (Tinagma perdicella) is een vlinder uit de familie lepelmotten (Douglasiidae). De wetenschappelijke naam is voor het eerst geldig gepubliceerd in 1839 door Zeller.
De soort komt voor in Europa.